# قرطيون
القرطيون أو السَّريت (الاسم العلمي: Cerithium) هو جنس من الرخويات يتبع الفصيلة القرطيونية من رتبة الصدفيات الماصة.

## أنواع القرطيون
- قرطيون أديمي اللون
- قرطيون أزرق
- قرطيون أسترالي
- قرطيون أفريقي
- قرطيون أفعواني الجلد
- قرطيون باسيفيكي
- قرطيون براوني
- قرطيون حرشفي
- قرطيون داكن الأطراف
- قرطيون رقيق
- قرطيون روبيلي
- قرطيون شائع
- قرطيون شديد السواد
- قرطيون شوكي
- قرطيون عاجي
- قرطيون عقدي
- قرطيون غليظ
- قرطيون ليموني
- قرطيون مبقع
- قرطيون متألق
- قرطيون محفور
- قرطيون مرجاني
- قرطيون مرصع
- قرطيون مرقش
- قرطيون مسلح
- قرطيون معقوف
- قرطيون منقاري
- قرطيون منقط
- قرطيون نطاقي
- قرطيون نيكاراغوي
- قرطيون هادئ